# Arnaud Kalimuendo
Arnaud Kalimuendo (Suresnes, 2002. január 20. –) francia korosztályos válogatott labdarúgó, a Nottingham Forest csatára.

## Pályafutása

### Klubcsapatokban
Kalimuendo a franciaországi Suresnes városában született. Az ifjúsági pályafutását a Saint-Cloud csapatában kezdte, majd 2012-től a Paris Saint-Germain akadémiájánál folytatta.
2020-ban mutatkozott be a Paris Saint-Germain első osztályban szereplő felnőtt keretében. 2020. szeptember 10-én, a Lens ellen 1–0-ra elvesztett bajnokin debütált. 2020 októbere és és 2022 júniusa között egy kisebb megszakítással a Lens kölcsönjátékosa volt. A 2021–22-es szezonban 32 mérkőzésen 12 gólt szerzett. 2022. augusztus 11-én ötévre szóló szerződést kötött a Rennes együttesével. Augusztus 13-án, a Monaco ellen lépett először pályára, Lovro Majer cseréjeként. Október 1-jén, a Strasbourg ellen idegenben 3–1-re megnyert mérkőzésen szerezte meg első gólját a klub színeiben. 2024. november 30-án, a Saint-Étienne ellen hazai pályán 5–0-ra megnyert találkozón mesterhármast szerzett.
2025. augusztus 18-án ötéves szerződést kötött az angol Nottingham Forest csapatával.

### A válogatottban
Kalimuendo az U16-ostól az U23-asig szinte minden korosztályos válogatottban képviselte Franciaországot. Részt vett hazája színeiben a 2024-es olimpián, ahol egészen a döntőig jutottak.

## Sikerei, díjai
PSG
- Francia bajnokság
  - Bajnok (1): 2021–22[11]
  - Ezüstérmes (1): 2020–21
- Francia szuperkupa
  - Győztes (1): 2022[12]
  - Döntős (1): 2021

 Francia U17-es válogatott
- U17-es labdarúgó-világbajnokság
  - Bronzérmes (1): 2019

 Francia Olimpiai Csapat
- Nyári Olimpiai Játékok – Labdarúgás
  - Ezüstérmes (1): 2024[13]

Egyéni
- Titi d'Or: 2020[14]
- Francia Köztársaság Nemzeti Érdemrendje: 2024[15]